# Wald-Rispengras
Das Wald-Rispengras (Poa chaixii) oder Berg-Rispengras ist eine Pflanzenart aus der Gattung der Rispengräser (Poa) innerhalb der Familie der Süßgräsern (Poaceae). Auf Grund der kapuzen- oder kanuförmigen Blattspreite wird es auch Kapuzengras genannt.

## Beschreibung

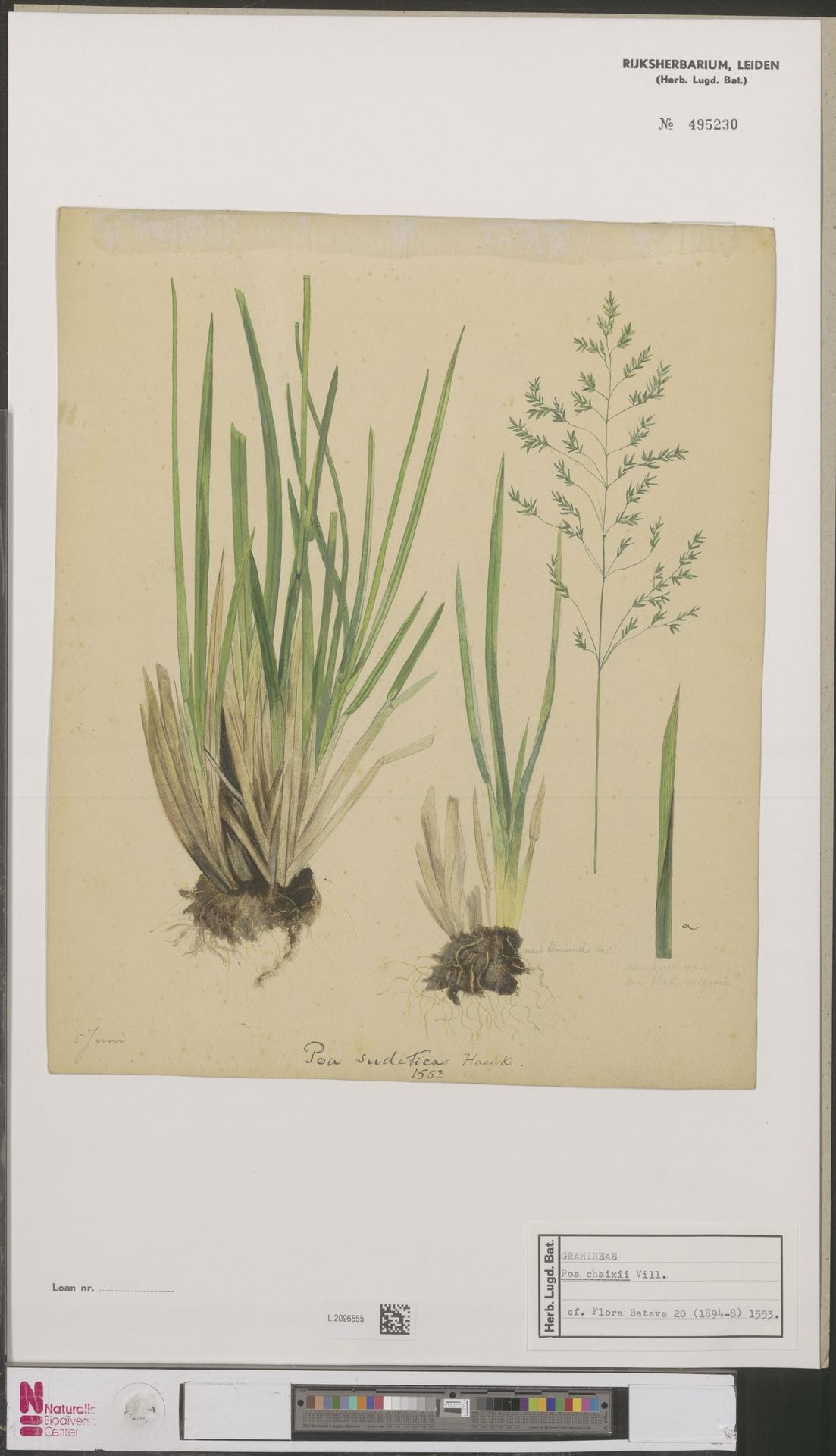
Illustration

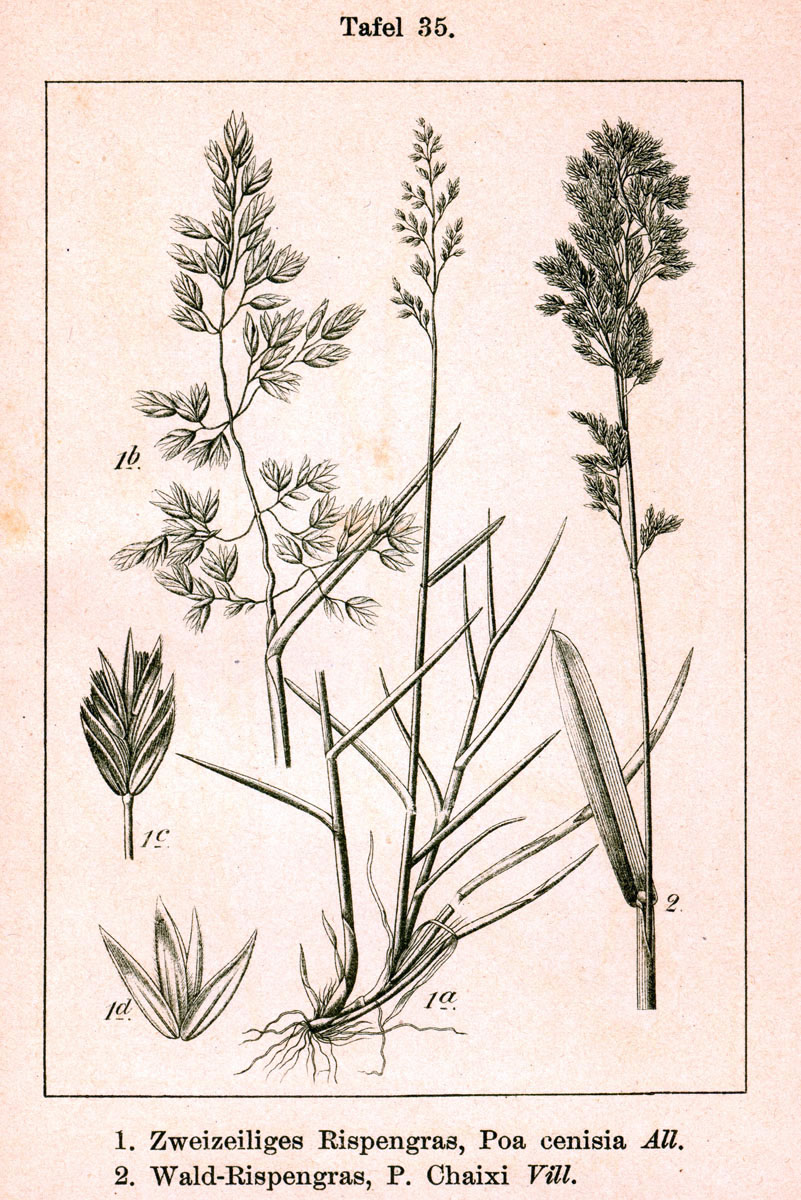
Deutlich zu erkennen ist die kanuförmige Blattspreite des Wald-Rispengrases (2, ganz rechts) in der Illustration von Jacob Sturm

### Vegetative Merkmale
Das Wald-Rispengras wächst als ausdauernde krautige Pflanze und erreicht Wuchshöhen von meist 60 bis 120 (50 bis 150) Zentimetern. Der aufrechte Halm ist am Grunde zweischneidig und abgeflacht.
Das fein bewimperte Blatthäutchen ist bis zu 1,5 Millimeter lang und stumpf. Die wechselständig am Halm angeordneten Laubblätter sind in Blattscheide und Blattspreite gegliedert. Die blaugrüne, oft bereifte Blattscheide ist zweischneidig und abgeflacht. Die parallelnervige, einfache, relativ raue Blattspreite des obersten Laubblattes ist 3 bis 9 Zentimeter, die unterer Laubblätter bis 25, selten bis zu 45 Zentimeter lang, am oberen Ende plötzlich zusammengezogen und kapuzen- oder kanuförmig, stachelspitzig, 5 bis 10, selten bis zu 14 Millimeter breit. Die Blattspreiten der Erneuerungssprosse sind auffallend glänzend.

### Generative Merkmale
Blütezeit ist Mai bis Juli. Der lockere, rispige Blütenstand ist 10 bis 15 oder bis zu 25 Zentimeter lang. Das meist 8 bis 9 (4 bis 10) Millimeter lange Ährchen sind seitlich zusammengedrückt und enthalten zwei bis fünf Blüten. Es sind zwei gekielte, fast glatte Hüllblattspelzen vorhanden; die untere ist ein- bis dreinervig und 2 bis 3,5 Millimeter lang, die obere ist dreinervig und 3 bis 4 Millimeter lang. Die Deckspelzen sind kahl, grün, fünfnervig und 3,5 bis 4 Millimeter lang. Die Vorspelze ist  zweinervig und 3,3 bis 3,8 Millimeter lang und auf den Kielen mit sehr kurzen spitzen Borstenhaaren besetzt. Die Staubbeutel sind 2 bis 2,5 Millimeter lang.
Die Chromosomenzahl beträgt 2n = 14.

## Verbreitung
Das Wald-Rispengras ist von Südwest- über Mittel- und Nord- bis Ost- und Südosteuropa sowie in Westasien und im Kaukasusraum verbreitet. Es gibt Fundortangaben für Spanien, Frankreich, die Schweiz, Italien, Deutschland, Österreich, Belgien, Polen, Tschechien, die Slowakei, Slowenien, Serbien, Kroatien, Bulgarien, Rumänien, Albanien, den asiatischen Teil der Türkei, den europäischen Teil Russlands, die Ukraine und Ciskaukasien. Eingeschleppt kommt die Art in Großbritannien, Irland, den Niederlanden, Litauen, Norwegen, Schweden und Finnland vor.

## Standortbedingungen
Das Wald-Rispengras ist ein Licht- bis Halbschattgras.
Es wächst auf mäßig trockenen bis frischen Standorten. Es gedeiht am besten auf mäßig nährstoffreichen bis basenreichen, kalkarmen, mäßig sauren Lehm- und Tonböden. In Baden-Württemberg gedeiht es in kollinen bis submontanen Laubmischwäldern und in mageren Gebirgswiesen und Gebirgsweiden. Es steigt in den Alpen im Kanton Wallis im Val des Dix bis in Höhenlagen von 2700 Metern Meereshöhe auf. Am Pischakopf im Val da Fain in Graubünden erreicht es 2735 Meter Meereshöhe.
Die ökologischen Zeigerwerte nach Landolt et al. 2010 sind in der Schweiz: Feuchtezahl F = 3+w+ (feucht aber stark wechselnd), Lichtzahl L = 3 (halbschattig), Reaktionszahl R = 2 (sauer), Temperaturzahl T = 2+ (unter-subalpin und ober-montan), Nährstoffzahl N = 3 (mäßig nährstoffarm bis mäßig nährstoffreich), Kontinentalitätszahl K = 3 (subozeanisch bis subkontinental).

## Taxonomie
Das Wald-Rispengras wurde 1786 durch Dominique Villars in Flora Delphinalis, sive, Elenchus generum et specierum ... S. 7 als Poa chaixii erstbeschrieben. Synonyme sind Poa silvatica Chaix 1787 non Pollich 1776 und Poa sudetica Haenke. Mit der Bezeichnung "chaixii" ehrte Villars seinen Lehrer, den Abbé Dominique Chaix.